# Megalomus axillatus
Megalomus axillatus is een insect uit de familie van de bruine gaasvliegen (Hemerobiidae), die tot de orde netvleugeligen (Neuroptera) behoort. 
Megalomus axillatus is voor het eerst wetenschappelijk beschreven door Navás in 1927.